# カレン・マントラー
カレン・マントラー（Karen Mantler、1966年4月25日 - ）は、アメリカのジャズ・ピアニスト、歌手、作曲家。彼女はカーラ・ブレイとマイケル・マントラーの娘である。

## 略歴
彼女の音楽デビューは、4歳の時にカーラ・ブレイのアルバム『エスカレーター・オーヴァー・ザ・ヒル』（1971年）にボーカルを提供し、続いてブレイの『トロピック・アペタイト』（1974年）に参加したことであった。その後、1977年から現在に至るまで、カーラ・ブレイのアンサンブルやプロジェクトの多くでグロッケンシュピール、オルガン、クロマチック・ハーモニカの演奏と録音を続けてきた。
1985年から1987年まで、奨学金を得てボストンのバークリー音楽大学で学んだ。彼女は1987年にニューヨークに戻り、そこで自身のアンサンブルを結成し、レコードレーベル「XtraWATT」（ECMレコードが販売）から最初の2枚のアルバム『マイ・キャット・アーノルド』（1989年）と『Karen Mantler and Her Cat Arnold Get the Flu』（1990年）をレコーディングした。バンドはヨーロッパを数回ツアーし、ニューヨークの会場で、デイヴィッド・サンボーンがホストを務めるNBCのテレビ番組『Night Music』や、モントリオール国際ジャズ・フェスティバル（1991年）にも出演した。さらに2枚の自身のアルバム、『Farewell』（1996年、XtraWATT）と『Pet Project』（2000年、Virgin Classics）を録音した。2003年、彼女はロバート・ワイアットのアルバム『クックーランド』でコラボレーションを行い、キーボードを演奏し、歌い、3曲での作曲に貢献した。
彼女は、スティーヴ・スワロウ、日野元彦、マイケル・マントラー、テリー・アダムス、ロビー・デュプリー、アーティ・トラウム、ピーター・ブレグヴァド、ジョン・グリーヴス、クリス・カトラー、ダグマー・クラウゼ、アニー・ホワイトヘッド、アントン・フィアーのバンドであるゴールデン・パロミノス、トニー・シェアーを含む幅広いミュージシャンと共演し、レコーディングを行っている。また、ハル・ウィルナーの作品にも参加している。
彼女は、WATTxtraWATTのウェブサイトを作成するだけでなく、2003年以来、すべてのWATTおよびXtraWATTのCDカバーとブックレットのデザイナーも務めている。
同時に、ベーシストの加藤英樹とマルチ楽器奏者のダグ・ウィーゼルマンをフィーチャーしたトリオでも活動している。5枚目のリーダー作品『Business Is Bad』は、2014年6月にリリースされた（XtraWATT/14）。

## ディスコグラフィ

### リーダー・アルバム
- 『マイ・キャット・アーノルド』 - My Cat Arnold (1989年、XtraWATT)
- Karen Mantler and Her Cat Arnold Get the Flu (1990年、XtraWATT)
- Farewell (1996年、XtraWATT)
- Karen Mantler's Pet Project (2000年、Virgin)
- Business Is Bad (2014年、XtraWATT)
- Go Figure (2017年、Rer) ※with ピーター・ブレグヴァド、クリス・カトラー、ジョン・グリーヴス

### 参加アルバム
カーラ・ブレイ
- 『エスカレーター・オーヴァー・ザ・ヒル』 - Escalator Over The Hill (1971年、JCOA)
- 『トロピック・アペタイト』 - Tropic Appetites (1974年、WATT)
- 『ミュジーク・メカニーク』 - Musique Mecanique (1979年、WATT)
- 『フルール・カルニヴォーレ』 - Fleur Carnivore (1989年、WATT)
- 『ザ・ヴェリー・ビッグ・カーラ・ブレイ・バンド』 - The Very Big Carla Bley Band (1991年、WATT)
- 『ビッグ・バンド・セオリー』 - Big Band Theory (1993年、WATT)
- The Carla Bley Big Band Goes to Church (1996年、WATT)
- 『ルッキング・フォー・アメリカ』 - Looking for America (2003年、WATT)
- 『アピアリング・ナイトリー』 - Appearing Nightly (2008年、WATT)

その他
- ロビー・デュプリー : 『キャリード・アウェイ』 - Carried Away (1989年、Village Green/Gold Castle)
- ジョン・グリーヴス : Verlaine (年、Harmonia Mundi)
- 日野元彦 : 『セイリング・ストーン』 - Sailing Stone (1992年、Gramavision)
- 日野元彦 : 『イッツ・ゼア』 - It's There (1993年、Enja)
- マイケル・マントラー : Folly Seeing All This (1993年、ECM)
- マイケル・マントラー : The School of Understanding (1997年、ECM)
- スティーヴ・スワロウ : 『スワロウ』 - Swallow (1992年、XtraWATT)
- アーティ・トラウム : South of Lafayette (2002年、Roaring Stream)
- ロバート・ワイアット : 『クックーランド』 - Cuckooland (2003年、Rykodisc)